# 奧羅拉 (阿肯色州)
奧羅拉（英語：Aurora）是位於美國阿肯色州麥迪遜縣的一個非建制地區。該地的面積和人口皆未知。

## 地理
奧羅拉的座標為35°59′50″N 93°42′10″W / 35.99722°N 93.70278°W，而該地的平均海拔高度為413米（即1355英尺）。